# Grote Scheldeprijs 1963
Il Grote Scheldeprijs 1963, quarantanovesima edizione della corsa, si svolse il 30 luglio per un percorso con partenza ed arrivo a Schoten. Fu vinto per il secondo anno consecutivo dal belga Piet Oellibrandt della squadra Faema-Flandria, al suo terzo successo in questa competizione, davanti ai connazionali Guillaume Van Tongerloo e Hugo Hellemans.

## Ordine d'arrivo (Top 10)
| Pos. | Corridore               | Squadra                  | Tempo |
| ---- | ----------------------- | ------------------------ | ----- |
| 1    | Piet Oellibrandt        | Faema-Flandria           |       |
| 2    | Guillaume Van Tongerloo | G.B.C.-Libertas          |       |
| 3    | Hugo Hellemans          | G.B.C.-Libertas          |       |
| 4    | Huub Zilverberg         | G.B.C.-Libertas          |       |
| 5    | Jozef Schils            |                          |       |
| 6    | Antoine Vanneste        |                          |       |
| 7    | Alfons Hermans          | Dr. Mann Labo            |       |
| 8    | Jos Verachtert          | Dr. Mann Labo            |       |
| 9    | Jos Dewit               | Pelforth-Sauvage-Lejeune |       |
| 10   | Lode Troonbeeckx        | Dr. Mann Labo            |       |